# Pogrom van Safed (1834)

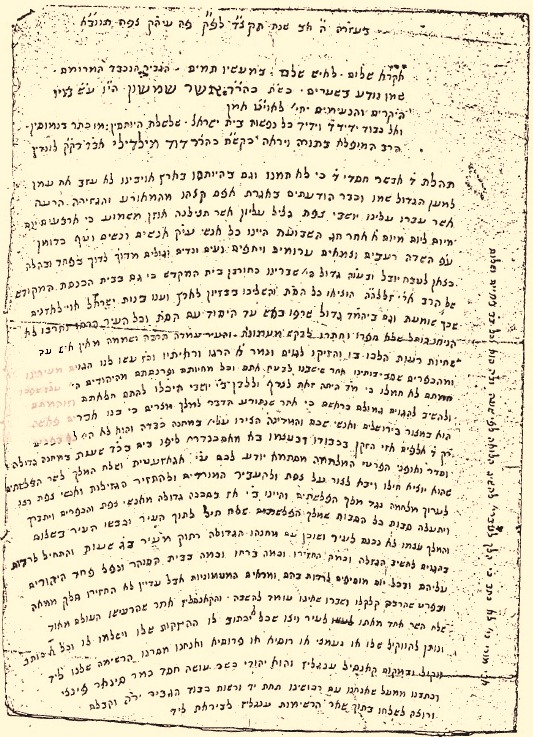
Brief gerelateerd aan de plundering in Safed, 1834 Safed

De pogrom van Safed van 1834 (Hebreeuws: ביזת צפת בשנת תקצ"ד) was een aanval op de Joodse gemeenschap van de stad Safed. De pogrom begon op zondag 15 juni 1834, de dag na de joodse feestdag Sjavoeot (wekenfeest). In deze periode was het gebied Palestina een onderdeel van het Ottomaanse Rijk.
In 1830 woonden in de stad Safed circa 4000 Joden, ongeveer de helft van de toenmalige bevolking. De Joden van Safed waren eerder al het doelwit geweest van pogroms, namelijk in 1517, 1567, 1576, 1604, 1628, 1636, en 1660 en 1799. In 1831 werd het onrustiger in de omgeving door opstanden van verschillende bevolkingsgroepen en in 1833 werd de Joodse wijk geplunderd.
Een jaar later, in 1834 resulteerde het invoeren van nieuwe belastingwetten in een massale opstand. De meeste bronnen beweren dat de aanstichters van de pogrom de heersende wetteloosheid gebruikten als een kans om de Joden aan te vallen. De islamitische geleerde Farhi beschreef hoe verschillende Joden werden vermoord en verkracht. Velen vluchtten de stad uit. In mei 1934 schreef de historicus en journalist Eliezer Rivlin (1889-1942) in een artikel in de krant Haaretz een gedetailleerd artikel over de aanval. Het hoofd van de gemeenschap, Rabbi Israël van Shklov werd met de dood bedreigd en een oog werd uitgestoken. Rivlin omschrijft hoe vele Joden werden doodgeslagen. Dertien synagogen werden samen met hun waardevolle Thora-rollen vernietigd. Waardevolle antieke boeken van de 14e-eeuwse rabbijn Isaac Abuhab gingen verloren. Joodse huizen werden geplunderd en in brand gestoken nadat plunderaars gezocht hadden naar verborgen goud en zilver. Sommige Joden vluchtten naar een nabijgelegen fort, waar ze een paar weken lang stand hielden.
Geen van de bronnen geeft aan hoeveel doden er bij deze pogrom vielen. Historici denken dat dit aantal relatief gering is. Veel bronnen vermelden wel een groot aantal (zwaar)gewonden. Na circa 30 dagen werd de rust hersteld en keerden de Joden terug naar hun grotendeels verwoeste woningen. Van de gestolen spullen wordt weinig teruggevonden.